# Schusslochprüfer

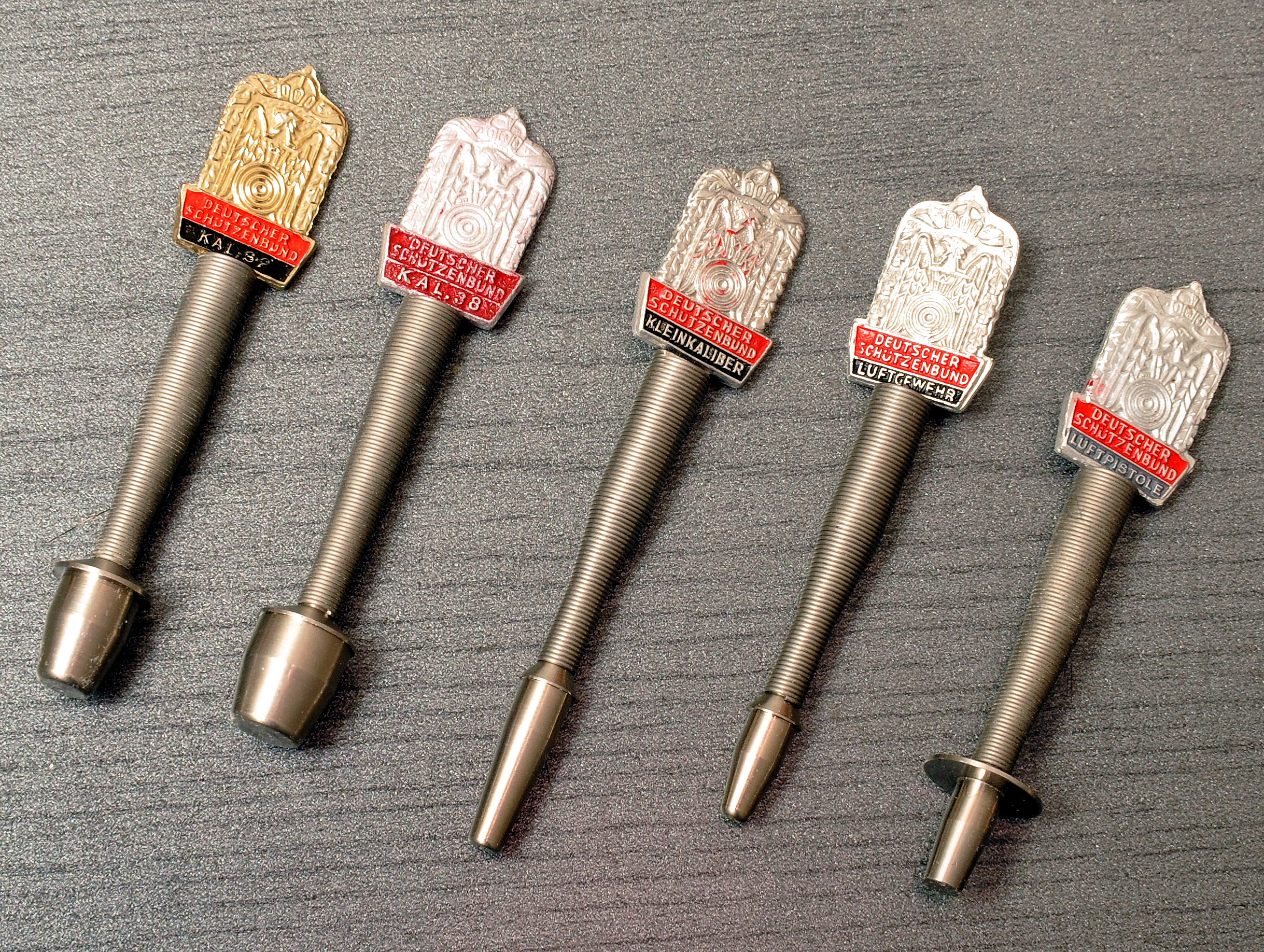
Schusslochprüfer nach Vorschrift des Deutschen Schützenbundes für verschiedene Kaliber

Ein Schusslochprüfer ist eine Lehre, die im Schießsport verwendet wird, um die eindeutige Lage eines Einschussloches auf der Scheibe zu ermitteln.
Schusslochprüfer für sportliche Wettkämpfe werden für verschiedene Kaliber gefertigt und bestehen aus einem etwa kalibergroßen Stift („Spindel“) mit angefaster Kante und einem schmalen „Messring“ bzw. „Kragen“, der ein festgelegtes Maß hat und meist größer als das Kaliber der verwendeten Schusswaffe ist. Beispielsweise Kaliber .22 lfB hat eine Spindel einen Durchmesser von 5 mm, und der Messring mit 5,6 mm genau Kaliberdurchmesser. Dagegen beträgt der Durchmesser der Spindel für das Kaliber 9 × 19 mm 9,65 mm und ist daher etwas größer als der Geschossdurchmesser, was auch bei allen anderen Kalibern der Fall ist. Daher liegt ein Treffer mit Kaliber .32 mit seinem Rand fast einen Millimeter außerhalb der Ringtrennlinie, gegenüber einem Schussloch mit Kaliber .38 Special, während die beiden Schusslöcher, gemessen am Zentrum, exakt den gleichen Abstand zum Scheibenzentrum hätten.
Als Handhabe dient meist eine kurze Schraubenfeder mit einem Griffstück, das oft mit dem Logo des Sportverbandes versehen ist.
Wird der Prüfer in ein Schussloch gesteckt, ist sofort und eindeutig erkennbar, ob er mit seinem Kragen einen Ring auf der Scheibe berührt oder überdeckt (dieser Ring zählt) oder ihn eben nicht berührt oder überdeckt.
Schusslochprüfer können mit einer Lupe ausgestattet sein, die oberhalb des Kragens angebracht ist.
Der Prüfer für die Disziplin Luftpistole, Armbrust 10 m/30 m, und Vorderlader weisen eine Besonderheit auf: Der Kragen ist sehr viel breiter als das Kaliber und wird als Außenlehre verwendet. Dabei wird geprüft ob der Kragen auf der außenliegenden Seite noch die Trennlinie der niedrigeren Ringe überragt. Dadurch ist es möglich die Lage des Schusslochs, z. B. beim Luftgewehr (die Punktförmige 10 hat hier einen Durchmesser von 0,5 mm), anhand der besser auswertbaren Trennlinie zwischen 7 und 8 zu Bewerten. Der Schusslochprüfer stützt sich hier, Bildhaft gesprochen, am Außenrand ab.
Schusslochprüfer dürfen nur einmal eingesteckt werden, weil sie sonst das Schussloch ausleiern (Ungenauigkeiten). Um Manipulationen am Schussloch (Aufweitungen) oder wiederholtes Einstecken des Prüfers zu erkennen, ist die Feder ein guter Indikator: Bei nicht manipulierten Schusslöchern und solchen, die noch nicht geprüft wurden, längt sich die Feder bei Herausziehen des Prüfers sichtbar. Bei „ausgeleierten“/manipulierten Löchern wird sie es nicht tun.
Ebenso wie Schusslochprüfer nur einmal eingesteckt werden dürfen, dürfen auch Spindeln zum Feststellen von Doppelschüssen nur einmal eingesteckt werden, und zwar nur wenn noch kein Schusslochprüfer gesteckt wurde und umgekehrt. Daher kann man entweder den Schusswert genau feststellen, oder ob 2 Treffer genau die gleiche Lage hatten (Loch in Loch, bzw. Doppelschuss). Doppelschüsse kommen allerdings statistisch sehr selten vor, da in Wettkämpfen mit steigendem Niveau weniger Schüsse auf eine Scheibe abgegeben werden, um eben das Problem sich berührender Löcher zu begrenzen. Grundsätzlich können Schusslochprüfer nur an kreisrunden Löchern ohne Berührung eines weiteren Loches mit dem Schusslochprüfer ausgewertet werden. Für Langlöcher (die bei Klappscheiben auftreten können) und ähnliches gibt es dann durchsichtige Folienlehren mit Strichmuster zum Auflegen auf das Loch.
Mit der zunehmenden Verwendung elektronischer Scheiben tritt die Verwendung des Schusslochprüfers in den letzten Jahren (Stand 2013) immer weiter in den Hintergrund. Insbesondere höherwertige Wettkämpfe werden i. d. R. grundsätzlich auf entsprechend ausgestatteten Schießständen ausgetragen, sodass dort keine manuelle Auswertung der Treffer auf Pappscheiben mehr erfolgt.